# Nanterre La Boule (stanice metra v Paříži)
Nanterre La Boule je plánovaná stanice pařížského metra na lince 15, která se bude nacházet ve městě Nanterre v departementu Hauts-de-Seine. Má být otevřena do roku 2031 a poskytne spojení s tramvajovou linkou 1.